# Konfederacija strelskih zvez za praktično streljanje
Konfederacija strelskih zvez za praktično streljanje (angl. International Practical Shooting Confederation; kratica IPSC) je konfederacija strelskih zvez za praktično streljanje. 
Pri tem športu, katerega geslo je DVC (Diligentia, Vis, Celeritas), torej natančnost, moč, hitrost), gre za dinamičen prikaz veščine uporabe orožja večjih kalibrov na zahtevno postavljenih strelskih progah.

## Zgodovina
V obliki, kakršno poznamo danes, obstaja od leta 1976, ko se je vse skupaj začelo v ameriški zvezni državi Missouri. Prvi predsednik konfederacije je postal legendarni Jeff Cooper.

## Namen
Praktično streljanje se je pojavilo kot odgovor na nerealno statične strelske discipline. Osnovna ideja ustanoviteljev IPSC je bila, da se strelci, ki se srečujejo z orožjem ljubiteljsko ali iz potrebe, naučijo to orožje uporabljati na tekmovanjih, ki bi simulirala dejanske konfliktne situacije z upravičeno samoobrambno rabo orožja. Danes je IPSC ena najhitreje rastočih športnih zvrsti streljanja v svetu, je pa izgubila začetno predvsem samoobrambno noto in se usmerila bolj v športno smer streljanja.

## Slovenska zveza za praktično strelstvo (SZPS)
Slovenski del organizacije IPSC predstavlja Slovenska zveza za praktično strelstvo, ki je bila ustanovljena 9. marca 1994.